# Asimilarea evreiască
Asimilarea evreiască (în ebraică התבוללות, transliterat: hitbolelut) se referă fie la asimilarea culturală treptată și integrarea socială a evreilor în mediul cultural înconjurător, fie la un program ideologic din epoca emancipării care promova conformismul ca o soluție potențială la marginalizarea istorică a evreilor.

## Terminologie
Profesorul de istorie modernă a evreilor Todd Endelman⁠(d) (2015) a folosit următorii termeni pentru a descrie diferitele forme de asimilare a evreilor: 
- Asimilarea radicală: „un termen umbrelă care se referă la toate căile pe care le-au parcurs evreii pentru a-și pierde caracterul etnic evreiesc, indiferent dacă aceasta a fost intenția lor sau nu”.[2]
  - Convertirea: „actul religios de a îmbrățișa în mod formal creștinismul”.[2]
  - Secesiunea (separarea): „actul de retragere legală din comunitatea evreiască – indiferent dacă a urmat sau nu convertirea la creștinism”. Endelman a remarcat că secesiunea a devenit posibilă abia la sfârșitul secolului al XIX-lea și numai în Europa Centrală (Imperiul German și Austro-Ungaria).[2]
  - Căsătoria mixtă: „uniunea dintre un creștin și un evreu”. Endelman a exclus din această definiție căsătoriile dintre evrei botezați și creștini sau dintre evrei și foști creștini, deoarece acestea erau considerate legal și religios „endogame”.[2]
  - Trecerea (abandonarea): „încercarea de a părăsi comunitatea evreiască prin asumarea unei identități non-evreiești și ascunderea dovezilor nașterii și educației evreiești”. Potrivit lui Endelman, majoritatea oamenilor din această categorie nu s-au convertit niciodată la creștinism, deoarece asta ar fi dezvăluit că au fost cândva evrei.[2]

Monika Richarz⁠(d) (2012) a evidențiat importanța distincției între asimilare („adaptare radicală, mergând chiar până la absorbție”) și aculturație („un termen mai puțin radical și mai academic care implică faptul că oamenii acceptă o nouă cultură sau o parte din ea, dar nu renunță complet la propria lor tradiție”).:79–80 Ea a afirmat că ultimul termen era mai potrivit pentru procesul parcurs de evrei în Europa de Vest și (într-o măsură mai mică) în Europa de Est în secolul al XIX-lea și la începutul secolului al XX-lea. :80 Richarz a folosit termenul emancipare care însemna obținerea „cetățeniei depline fără nicio condiție”, adăugând că aceasta „funcționează doar dacă societatea acceptă o minoritate ca egală”.:78
Utilizarea termenului deiudaizare este oarecum ambiguă. De exemplu, într-o dezbatere din 1992 cu intelectualul israelian A.B. Yehoshua, intelectualul palestinian Anton Shammas⁠(d) a folosit-o într-un sens emancipator: „Susțin deiudaizarea și desionizarea Israelului... Cer o nouă definiție a cuvântului «israelian», astfel încât să mă includă și pe mine”, pentru a-i emancipa pe cetățenii arabi ai Israelului ca cetățeni egali cu evreii israelieni. Cu toate acestea, termenul este folosit în cea mai mare parte cu un sens negativ pentru a descrie o politică guvernamentală discriminatorie care vizează ștergerea forțată a caracterului presupus evreiesc al cuiva sau a ceva, de exemplu „deiudaizarea (...) identității evreiești în Uniunea Sovietică” sau „deiudaizarea” (Entjudung) științelor în Germania Nazistă prin concedierea oamenilor de știință evrei, scoaterea acestora din corpul academic și eliminarea oricăror alte „influențe evreiești” percepute, într-o încercarea de a face ca știința să devină „autentic germană”. Profesorul Michael Shafir (2012) a descris, de asemenea, omisiunea sau ștergerea originii etnice a victimelor evreiești ale Holocaustului (prin asimilarea lor în cadrul unei identități naționale, menționându-i, de exemplu, „cetățeni polonezi”, sau prin reîncadrarea lor într-un context internațional, de exemplu, ca „victime ale fascismului”) în istoriografia, monumentele și memorialele regimurilor comuniste est-europene (1945–1991) ca o formă negativă de „deiudaizare”, despre care a susținut că ar putea duce la „trivializarea Holocaustului” și la încurajarea negaționiștilor Holocaustului.
Pentru a preveni asimilarea, legile evreiești împiedică un evreu observant să fie apropiat de un neevreu, inclusiv prin interdicțiile alimentare Pas Yisroel⁠(d) și Bishul Yisrael⁠(d) și prin consumarea doar a vinului Kosher.

## Istoric

### Perioada elenistică
În 332 î.Hr., regele macedonean Alexandru cel Mare a cucerit Levantul, unde locuiau atunci cei mai mulți evrei, începând din perioada elenistică. Deși greaca koine a devenit limba dominantă a elitei, iar Regatul Ptolemaic și Imperiul Seleucid care au succedat au purtat Războaiele Siriene pentru stăpânirea Levantului, conducătorii elenistici nu s-au amestecat în cea mai mare parte a perioadei în cultura, religia și politica internă a evreilor.:2:10 După alungarea Ptolemeilor în 198 î.Hr., regele seleucid Antioh al III-lea cel Mare a redus taxele în acea regiune și a susținut oficial autonomia politică și religioasă a iudeilor, stimulând elenizarea voluntară în special a clasei superioare a populației iudaice, formate din membrii clerului, aristocrați și negustori.:3:24 Tensiunile au crescut după ce Iason a uzurpat funcția de mare preot al Ierusalimului și a adoptat o politică proelenică în 175 î.Hr. Trei ani mai târziu, regele Antioh al IV-lea Epifanes l-a alungat pe Iason și l-a înlocuit cu Menelaus pentru a eleniza cu forța întreaga regiune.:4:16 După ce a inversat o contralovitură de stat a moderatului Iason, Menelaus a încercat să desființeze religia iudaică prin elenizarea ei, determinându-i în cele din urmă pe evreii ortodocși tradiționaliști să declanșeze Revolta Macabeilor antielenici (167–160 î.Hr.) împotriva seleucizilor și a evreilor proelenici.:6:33 După mai multe bătălii, seleucizii au fost în cele din urmă învinși (într-o oarecare măsură din cauza unei invazii persane în provinciile din est), iar macabeii au obținut independența de facto ca Dinastia Hasmoneilor, inversând o mare parte a procesului de elenizare. Sărbătoarea evreiască Hanuka rememorează victoria acestei revolte.:8:13
Dinastia preoțească hasmoneană a macabeilor și susținătorii lor saduchei s-au elenizat complet în curând la sfârșitul secolului al II-lea și începutul secolului I î.Hr.; lor li s-au opus fariseii tradiționaliștil vorbitori de aramaică. Orașul Alexandria din Egipt a fost un important centru cultural evreiesc elenistic încă de la înființarea sa în anul 332 î.Hr., iar până în secolul I î.Hr. orașul avea o populație mare de evrei elenizați, printre care Philon din Alexandria (25 î.Hr.–45 î.Hr.). Unele dintre cărțile deuterocanonice pe care unele confesiuni evreiești și creștine le consideră astăzi scripturi sfinte, cum ar fi Cartea Înțelepciunii lui Solomon (aproximativ 150 î.Hr.), 3 Macabei (aproximativ 100–50 î.Hr.) și Adăugiri la Estera (secolul I î.Hr.), au fost scrise (probabil) în greacă koine evreiască la Alexandria de către acești evrei elenizați. Istoricul Iosephus Flavius s-a alăturat facțiunii iudeilor în Primul Război Iudeo-Roman (66–73 d.Hr.), dar s-a predat în anul 67 și s-a stabilit la Roma, unde a scris Războiul iudeilor împotriva romanilor (75–79, mai întâi în aramaică, iar apoi în greacă) și Antichități iudaice (93/4, în greacă). El a încercat să împace iudaismul cu lumea greco-romană și, deși a fost un apărător al culturii și religiei evreiești împotriva scriitorilor antievrei precum Apion (în Contra lui Apion), a respins naționalismul evreiesc (iudeu).

### Epoca Iluminismului
Folosirea limbajului popular — spre deosebire de idiș sau ebraica liturgică — este un exemplu de aculturație, una dintre caracteristicile cheie ale asimilării evreiești în epoca modernă. Procesul asimilării evreiești a reînceput la scară extinsă în rândul evreilor așkenazi spre sfârșitul secolului al XVIII-lea în Europa de Vest, în special în Germania, pe măsură ce Haskala (cunoscută și sub numele de Iluminismul evreiesc) a apărut și s-a dezvoltat ca mișcare culturală. Evreul ortodox din Berlin Moses Mendelssohn (1726–1786) a devenit o figură principală a Haskalei, susținând, printre altele, ca evreii să folosească limba germană în loc de idiș și să traducă Biblia ebraică în germană. Această mișcare a avut mare succes în special în rândul evreilor din Europa de Vest, care au început să abandoneze idișul în favoarea limbilor dominante la nivel național, dar mai puțin în rândul evreilor din Europa de Est; de exemplu, rabinii polonezi au interzis traducerea lui Mendelssohn deoarece credeau că „Biblia ar trebui citită numai în limba ebraică sfântă”. Motivele invocate pentru succesul său inițial au inclus speranța în oportunități social-economice mai bune, adusă de asimilarea în comunitățile europene neevreiești, în special în rândul claselor superioare. „Concentrarea populației evreiești în orașele mari a avut un impact puternic asupra stilului lor de viață și le-a făcut mai vizibile în plan economic și cultural”. Pe măsură ce emanciparea legală a rămas incompletă în Germania, mulți evrei urbani din clasa de mijloc superioară au propagat idealurile Iluminismului, crezând că le-ar permite să-și îmbunătățească statutul social. „Ideologii au imaginat, în consecință, o regenerare a evreilor germani care putea să le aducă drepturi egale, dar să conducă, de asemenea, la formarea unui nou tip de evreu bazat pe idealul său de om”.
Ca alternativă la practicarea mai liberală a iudaismului, asimilarea a luat, de asemenea, forma convertirii la creștinism. Niciunul dintre descendenții lui Moses Mendelssohn nu a păstrat religia evreiască. Asimilaționiștii au perceput identitatea culturală evreiască și tribalismul ca rădăcină a ostilității antisemite și au simțit, prin urmare, nevoia de a reduce relațiile sociale cu conaționalii lor evrei.

### Secolul al XIX-lea

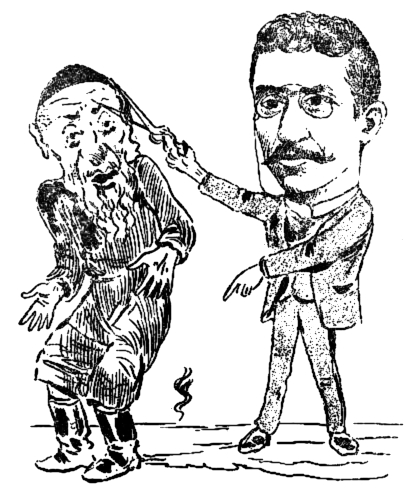
Caricatură a jurnalistului evreu român Sache Petreanu, un susținător al asimilării, tăind perciunii unui evreu observant (realizată în 1899 de Constantin Jiquidi)

În perioada contemporană Vechiului Regim, singurul mod de a părăsi iudaismul era convertirea la creștinism, dar în secolul al XIX-lea state liberale precum Franța, Marea Britanie și Statele Unite ale Americii au început să permită persoanelor crescute în religia iudaică să nu se identifice cu nicio religie, fie prin indeterminarea religioasă, fie prin acceptarea deplină a ireligiozității. La sfârșitul secolului al XIX-lea, Imperiul German și Austro-Ungaria au permis evreilor chiar să-și schimbe statutul juridic și să se înregistreze oficial ca neevrei. Această epocă a emancipării a început, potrivit cercetătorilor științifici, în 27 septembrie 1791, atunci când evreilor din Franța li s-a acordat pentru prima dată cetățenia fără nicio condiție de către Parlamentul format în urma Revoluției Franceze.:78
Cercetătorii care au examinat procesele de emancipare a evreilor europeni din secolul al XIX-lea (cunoscute și sub denumirile de „provocarea integraționistă” sau „provocarea asimilaționistă”) au distins două modele:
- Emanciparea necondiționată, dominantă în Europa de Vest și cu o oarecare influență în Europa Centrală (de exemplu, în rândul liberalilor maghiari Lajos Kossuth și József Eötvös), i-a încurajat pe evrei să abandoneze în mod voluntar unele sau toate aspectele vieții lor evreiești și să participe la cultura populației majoritare neevreiești, îndeosebi în beneficiul lor, dacă au decis să urmeze această cale.[18]
- Emanciparea condiționată, dominantă în Europa Centrală și de Est și cu o oarecare influență în Europa de Vest, a pus o presiune socială și chiar politică asupra tuturor evreilor ca să-și abandoneze unele sau toate aspectele vieții lor evreiești și să participe la cultura populației majoritare neevreiești, îndeosebi în beneficiul majorității.[18]
- În cele din urmă, guvernele unor state ca România și Rusia nu au manifestat niciun interes semnificativ pentru emanciparea, integrarea sau asimilarea evreilor. Unele grupuri etnice naționaliste din alte părți ale Europei precum Cehii Tineri s-au îndoit, de asemenea, de „asimilabilitatea” evreilor în cadrul națiunii cehe în curs de formare.[18]

Austrittgesetz („legea separării”) din 14 mai 1873 – una dintre Legile din mai ale Regatului Prusiei (statul dominant al Imperiului German) – a stabilit reguli pentru acei cetățeni catolici sau protestanți care doreau să-și părăsească religia, declarând că este suficient ca ei să-și manifeste această intenție în fața unui judecător laic. Versiunea inițială a Austrittgesetz nu permitea evreilor născuți într-o comunitate evreiască să părăsească religia iudaică, chiar dacă părăsiseră din punct de vedere social comunitatea evreiască. Deoarece legea acorda creștinilor anumite drepturi care erau refuzate evreilor, atât evreii liberali, cât și cei ortodocși au protestat împotriva acestei discriminări juridice și au solicitat împăratului Wilhelm al II-lea modificarea legii, care a avut loc în mai 1876: de acum înainte, un evreu care se retrăgea din cadrul comunității sale religioase nu mai era considerat în continuare evreu. În Germania, integrarea evreilor în armată și în alte ocupații a avut succes.
Savanții evrei din secolul al XIX-lea au participat la elaborarea unor studii științifice sociale cu privire la noțiunea antisemită de degenerare evreiască. Rolul lor activ în cadrul discuțiilor intelectuale a servit atât ca răspuns calculat la acuzațiile antisemite, cât și ca modalitate de a explora legăturile sociale comune care-i uneau pe evrei, deoarece comunitatea evreiască autonomă era atunci în plin declin. Mulți oameni de știință evrei au fost parțial de acord cu ideea existenței unor trăsături evreiești distincte, care fusese formulată de antisemiți. Aceste discuții au avut loc simultan cu dezbaterea controversată asupra practicilor de asimilare. „Mesajul social și politic al acestei naturi evreiești imuabile era clar: «corpul evreiesc» era diferit din punct de vedere rasial și patologic, iar oponenții emancipării și integrării aveau dreptate în a insista că evreii nu erau apți să facă parte dintr-un stat național modern sănătos.” Participarea la cercetarea descendenței evreiești poate fi văzută, de asemenea, ca o formă de conciliere, deoarece „a permis oamenilor de știință evrei să îndeplinească rolurile de apologeți și reformatori și să-și apere propriul popor pe baza cunoștințelor și intuițiilor științifice”.

### Secolul al XX-lea
La sfârșitul secolului al XIX-lea și începutul secolului al XX-lea, condițiile de viață tot mai nefavorabile din Europa de Est i-au convins pe mulți evrei să emigreze în Statele Unite ale Americii. Restricțiile tradiționale impuse evreilor în Europa erau în general absente în SUA, dar evreii s-au confruntat cu multe provocări diferite cauzate de aculturație. La începutul secolului al XX-lea a existat o discriminare socială împotriva evreilor în anumite zone. După Primul Război Mondial, antisemitismul a crescut în Europa și America și a fost agravat de Marea Criză Economică din anii 1930; s-a interzis prezența evreilor sau a fost impusă o cotă limită în mai multe universități și profesii. Omul de afaceri și scriitorul olandez Louis Fles⁠(d) (1872–1940) și-a dedicat cea mai mare parte a anilor 1930, ca socialist și liber-cugetător, opoziției împotriva antisemitismului nazist în creștere, pe de o parte, în lucrarea Hitler, reformer or criminal? (1933), precum și respingerii iudaismului și tuturor celorlalte religii în Water and Fire (1931), sionismului (în broșura Down with Zionism! din 1939) și evreismul etnic/cultural, pe de altă parte. Fles, care se simțea olandez, a susținut că sionismul îi separa tot mai mult pe evrei de vecinii lor neevrei olandezi, întărind în același timp imaginea evreului ca străin, și a favorizat, în schimb, asimilarea evreilor în mediile culturale ale țărilor în care trăiau, schimbându-și propriul său prenume ebraic Levi cu prenumele european Louis.

### Secolul al XXI-lea
În secolul al XXI-lea, deși viziunea asupra evreilor s-a îmbunătățit considerabil, în special în SUA, statul este condus ca națiune creștină, un exemplu obișnuit fiind promovarea publică a sărbătorilor creștine (Crăciunul, Paștele) și lipsa promovării publice a sărbătorilor evreiești. Asimilarea evreilor este un eveniment mai comun în epoca modernă, deoarece presiunile societății de a fi ca toți ceilalți sunt mai mari. Un alt factor care contribuie la asimilarea evreilor este extinderea mișcării iudaismului reformist, care promovează o moderație în respectarea legilor Torei (legea evreiască), făcându-i pe unii evrei să fie mai moderați și nu mai stricți în ceea ce privește practicile religioase iudaice.
Cea mai mare Sinagogă Reformistă din New York - Sinagoga Centrală, oficiază căsătorii „interconfesionale”. Astfel de căsătorii sunt efectuate pentru a întări continuitatea evreiască (cu scopul ca soțul neevreu să se convertească la iudaism). Cu toate acestea, studiul „What happens when Jews intermarry?” („Ce se întâmplă când evreii au căsătorii interconfesionale?”) din 2013 explică faptul că există o probabilitate mai mare ca copiii proveniți din căsătoriile mixte să se căsătorească cu parteneri din alte confesiuni și să se considere din punct de vedere religios ca atei, agnostici sau pur și simplu „nimic în special” decât copiii cu doi părinți evrei. Potrivit legii evreiești ortodoxe, copiii născuți dintr-o mamă neevreică (deși pot avea un tată evreu) nu mai sunt considerați evrei. Cu toate acestea, conform legii statului Israel, este suficient ca un singur părinte să fie evreu pentru ca soțul și copiii lor să aibă dreptul la cetățenie, în conformitate cu Legea reîntoarcerii.
În Israel, Hitbolelut este un termen derogatoriu folosit în principal ca o prejudecată față de cuplurile interreligioase evreiești, care au fost adesea criticate ca fiind antisioniste sau antiisraeliene, în mod special atunci când un partener este musulman sau este identificat ca fiind palestinian sau arab.

## Dezbaterea contemporană
Încă de când unii evrei au abandonat pentru prima dată obiceiurile tradiționale evreiești pentru a îmbrățișa cultura occidentală seculară modernă în Epoca Iluminismului, evreii mai conservatori i-au pedepsit pentru că au părăsit poporul evreu. Polemiștii evrei s-au angajat în mai multe discuții despre asimilarea evreilor, în timp ce istoricii evrei au documentat acest proces. Dintr-o conferință internațională despre asimilarea evreilor desfășurată la Universitatea Haifa în mai 1976, istoricul româno-ungar Béla Vágó a editat o colecție de 14 lucrări intitulată Asimilarea evreiască în vremurile moderne (1981); majoritatea acestor lucrări acceptă ecuația sionistă a echivalării asimilării cu dispariția comunității evreiești. Recenzând această colecție, Marsha L. Rozenblit a declarat: „Evreii religioși îi priveau pe cei care se asimilau cu groază, iar sioniștii au făcut o campanie propagandistică împotriva asimilării, considerând-o ca un act de trădare. Drept urmare, termenul de asimilare, folosit cu mândrie de către cei care doreau să se integreze în societatea europeană, a devenit un termen de dispreț pentru un simbol al supunerii față de cultura goilor, un semn de respingere a tuturor legăturilor cu istoria și destinul comun al poporului evreu. Sociologii și istoricii moderni au salvat, totuși, termenul de conotațiile sale negative, oferind o perspectivă asupra factorului care i-a împins pe evrei spre integrare, asupra celor care au blocat efectiv asimilarea totală și asupra limitelor pe care evreii înșiși le-au pus procesului pentru a fi atât europeni, cât și evrei.” Lucrarea Assimilation in American Life (1964) a lui Milton Gordon⁠(d) a definit asimilarea ca un continuum, dintre care aculturația (însemnând „adoptarea unor astfel de forme culturale exterioare ale societății mai mari, cum ar fi limba, îmbrăcămintea, gusturile recreaționale și opiniile politice”) este prima fază. Gordon a susținut că o combinație între o societate gazdă receptivă și rate mari de căsătorii interconfesionale sunt necesare pentru o asimilare totală. Deoarece majoritatea evreilor americani și europeni s-au abținut de la ceea ce Gordon numea „asimilare structurală” („crearea de prietenii și alte relații în primul rând cu membrii societății gazdă”), ei s-au „aculturat”, dar rareori și-au pierdut simțul identității evreiești. În general, Rozenblit a concluzionat că acea colecție din 1981 era „interesantă”, dar reprezenta „o tratare slabă a asimilării evreiești”, invocând lipsa unor definiții bune ale fenomenului, ceea ce însemna că savanții vorbeau între ei.
Asimilarea este cauza principală a micșorării aproape tuturor comunităților evreiești din țările occidentale începând de la al Doilea Război Mondial. Această scădere a fost numită Holocaustul tăcut (în comparație cu genocidul împotriva evreilor din timpul celui de-al Doilea Război Mondial) de către activiștii mișcării de mobilizare a iudaismului ortodox, cum ar fi rabinul Ephraim Buchwald, fondatorul National Jewish Outreach Program. Buchwald a declarat în 1992 că comunitatea evreiască nu va fi recognoscibilă în 25–30 de ani, susținând adoptarea unor măsuri pentru stoparea acestui proces: „Trebuie să ne asigurăm că tinerii evrei (...) vor [fi inspirați] să trăiască ca evrei. (...) Dacă nu reușim să împărtășim tinerilor noștri evrei frumusețea și semnificația vieții evreiești și a moștenirii evreiești (...) Hitler va fi ieșit învingător.” Potrivit recensământului National Jewish Population Survey din 2000–2001, 47% dintre evreii americani s-au căsătorit începând din 1996 cu un neevreu. Recensământul NJPS a reliefat că nivelurile mai înalte de educație sunt asociate cu niveluri mai scăzute de căsătorii mixte.
În studiul Assimilation and Community: The Jews in nineteenth-century Europe, Marion Kaplan descrie modul în care s-a păstrat identitatea evreiască și cum s-a format identitatea iudeo-germană, în special prin femeile evreice și prin activitățile desfășurate de acestea în cadrul familiilor și comunităților lor. Femeile evreice au acordat o mare importanță culturii și religiei lor prin consolidarea tradițiilor evreiești. Ele au reușit acest lucru prin respectarea permanentă a tradițiilor și ritualurilor evreiești, cum ar fi cinele în familie din seara de vineri și din zilele de sărbători evreiești. Aderența lor strictă la iudaism a fost esențială pentru menținerea identității evreiești a familiei lor. Kaplan subliniază, de asemenea, importanța familiei și a comunității; familiile apropiate aveau legături puternice între ele. Acest sentiment puternic de apartenență comunitară i-a ajutat pe evrei să-și protejeze și să-și mențină cultura. Cu toate acestea, modurile în care evreii s-au adaptat culturii germane au depins de modul în care femeile evreice și-au crescut copiii în Germania. Ele i-au încurajat pe copii să facă sport, să învețe să cânte la instrumente muzicale și le-au citit basme germane. Femeile evreice s-au abonat, de asemenea, la periodicele germane, punându-se la curent cu știrile și stilurile de modă ale vremurilor.
Cercetătoarea Paula Hyman⁠(d) demonstrează în cartea The Jews of Modern France (1998) că asimilarea evreilor în societatea franceză le-a permis să se integreze în comunitate. Termenul de asimilare are aici un sens modern. Se presupune că asimilarea „reflectă înlocuirea unei identități evreiești cu una franceză”. Această definiție simplistă nu oferă o viziune cuprinzătoare asupra relațiilor complicate dintre evrei și francezi. Evreii au trebuit să-și apere constant legitimitatea ca grup minoritar în Franța. În timp ce majoritatea oamenilor asociază asimilarea cu un termen negativ, „evreii nu au absorbit pur și simplu pasiv cultura franceză burgheză, ci au participat, de asemenea, la modelarea acesteia”. Evreii au contribuit la societatea franceză, prin participarea la toate aspectele societății, cum ar fi desfășurarea de activități în cadrul guvernului și universităților. În cartea sa, Hyman prezintă o serie de situații care arată integrarea evreilor în societatea franceză. Beneficiind de cooperarea statului francez, evreii au reușit să mențină rețele de instituții comunitare prin intermediul consistoriilor care au promovat atât aculturația, cât și relațiile evreiești de solidaritate. Aceste consistorii au contribuit și la susținerea existenței unor instituții evreiești specifice, care au oferit asistență caritabilă evreilor aflați în nevoi. Merită menționată existența unei rețele de școli primare evreiești moderne, precum și organizarea unei educații evreiești suplimentare pentru copiii evrei care au început să frecventeze școlile publice. În ciuda participării în masă a evreilor la toate nivelurile societății franceze – prin cariere profesionale, academice și administrative – marea majoritate a evreilor din Franța secolului al XIX-lea au ales să se căsătorească și să fie înmormântați ca evrei. Acest aspect clarifică faptul că evreii nu au fost pe deplin asimilați în societatea franceză și nici nu au dorit desiințarea instituțiilor lor și/sau fuziunea biologică cu societatea franceză.
Lucrarea The Transformation of German Jewry 1780-1840 a lui David Sorkin⁠(d) evaluează ceea ce ar fi trebuit să fie un proces de integrare de mare succes, având în vedere contribuțiile societale importante ale populației evreiești, odată cu adoptarea culturii seculare germane și a idealului individualist burghez cunoscut sub numele de Bildung⁠(d). În schimb, în timp ce emanciparea evreilor a rămas în urmă, s-a dezvoltat o subcultură germano-evreiască separată. Sorkin descrie încercările nereușite ale evreilor de a deveni tolerați, deoarece niciun nivel de negare a identității nu s-a dovedit în cele din urmă acceptabil pentru omologii lor.

## Relațiile dintre creștini și evrei
Chestiunea asimilării evreilor este un subiect de îngrijorare atât pentru liderii religioși evrei, cât și pentru cei creștini. O serie de culte creștine progresiste au declarat public că nu vor mai face prozelitism în rândul evreilor.
Europa creștină timpurie s-a dovedit a fi un timp și un loc în care creștinii și evreii au putut duce o existență pașnică, în ciuda existenței temporare a unor persecuții etnice și religioase. Ei trăiau împreună atât de strâns în unele zone, încât conducătorii ambelor comunități erau îngrijorați de influența pe care o avea o religie asupra celeilalte. Monarhii creștini aflați la conducerea unor orașe în creștere obișnuiau să-i invite pe negustorii evrei pentru a contribui la revigorarea economiei. Expulzarea evreilor din unele zone era contrabalansată astfel de invitarea lor în alte zone, ceea ce permitea coexistența pașnică a creștinilor și evreilor în orașe mai mici din întreaga Europă. Ludovic cel Pios, fiul lui Carol cel Mare în Sfântul Imperiu Roman, a fost primul monarh care a lăsat descrieri detaliate ale drepturilor acordate negustorilor evrei.
În Spania și Portugalia, după secolul al XV-lea, au existat controverse cu privire la sinceritatea iudeo-catolicilor iberici, care s-au convertit în urma amenințării de a fi expulzați din Peninsula Iberică. Descendenților arabilor, maurilor și evreilor (moriscos⁠(d) și marranos⁠(d)) din Spania și Portugalia li s-a interzis, pentru o perioadă de timp, să facă parte din anumite bresle, să dețină poziții în rândul clerului și, în special, să emigreze în America Latină (limpieza de sangre). Acest sistem timpuriu de discriminare a fost mai slab în America Latină din cauza statutului social pe care îl aveau sclavii africani subsahariani, mult sub cel al noilor creștini din Lumea Veche, reprezentând un factor care a contribuit la absorbția mai rapidă a acestor persoane în societățile pluraliste cultural în curs de dezvoltare din Lumea Nouă.
Câțiva evrei proeminenți precum Edith Stein, marele rabin Israel Zoller, Erich von Stroheim și Jean-Marie Lustiger au primit botezul în Biserica Catolică.